# Leucocelis garnieri
Leucocelis garnieri är en skalbaggsart som beskrevs av Franz Antoine 2002. Leucocelis garnieri ingår i släktet Leucocelis och familjen Cetoniidae. Inga underarter finns listade i Catalogue of Life.